# 撞鬼你之血光之災
《撞鬼你之血光之災》（英語：Sworn Revenge）是一部姚天虹执导的香港鬼片，於2000年上映。李蕙敏、王喜、周文健、雷宇揚主演。

## 劇情慨要
本片是講述一宗離奇命案，屋主陳秀玲（盧燕飾演）離奇死亡，鄰居靚仔昌（八兩金飾演）也死在那裏，警方卻覺得昌便是兇手，所以把案子了結了。秀玲在美國的妹妹陳秀媚（李蕙敏飾演），回香港處理身後事，律師老闆表明要程輝（王喜飾演）処理秀玲的事業，他叫來好友王適 (Micheal)（周文健飾演）一起追求秀媚，同時，三人在住在秀玲的舊居，卻在途中不停遇到怪事，輝見狀，決定叫來身為法師的好朋友阿勇（雷宇揚飾演）來化解怪事...

## 演員表
| 演員   | 角色   | 粵語配音 | 備註                                                                             |
| 李蕙敏 | 陳秀媚 |          | 居在美國，得知姐姐陳秀玲死去后回香港處理身後事 被王適、程輝追求 羅兆宏之天敵     |
| 王喜   | 程輝   | 羅偉亮   | 被陳秀媚的律師表明処理陳秀玲的事業 追求陳秀媚 王適、阿勇之好友 羅兆宏之天敵      |
| 周文健 | 王適   | 張炳強   | 程輝之好友 追求陳秀媚 在酒吧裏遇見陳秀玲的鬼魂                                   |
| 雷宇揚 | 阿勇   | 陳旭明   | 法師 程輝之好友 因陳秀媚、程輝、王適不斷發生怪事，所以程輝要求幫助那三人化解怪事 |
| 駱達華 | 羅兆宏 | 黃志明   | 富商 陳秀玲之未婚夫 靚仔昌之情敵 殺死陳秀玲、靚仔昌之兇手                        |
| 羅蘭   | 昌媽   | 羅蘭     | 靚仔昌之母                                                                       |
| 八兩金 | 靚仔昌 |          | 小混混 喜歡陳秀玲，但被其拒絕 羅兆宏之情敵，被其殺死                             |
| 盧燕   | 陳秀玲 |          | 羅兆宏之未婚妻 被靚仔昌喜歡，但拒絕其 在開頭被羅兆宏殺死，並成為鬼魂             |

## 備註
1. ↑  本片曾被報道有抄襲經典鬼片靈氣逼人之嫌。

## 外部連結
- 香港影庫上《撞鬼你之血光之災》的資料（繁體中文）
- 豆瓣电影上《撞鬼你之血光之災》的資料 （简体中文）